# Bernieria
Genre
Bernieria est un genre monotypique de passereaux de la famille des Bernieridae.

## Répartition
Ce genre est endémique de Madagascar.

## Liste des espèces
Selon la classification de référence du Congrès ornithologique international (version 8.1, 2018) :
- Bernieria madagascariensis (Gmelin, JF, 1789) — Tétraka malgache, Berniérie tétraka, Bulbul de Madagascar, Bulbul tétraka
  - Bernieria madagascariensis madagascariensis (Gmelin, JF, 1789)
  - Bernieria madagascariensis incelebris Bangs & Peters, JL, 1926